# Sopje
Sopje – wieś w Chorwacji, w żupanii virowiticko-podrawskiej, siedziba gminy Sopje. W 2011 roku liczyła 524 mieszkańców.